# Nedsjön
Nedsjön är en sjö i Hultsfreds kommun i Småland och ingår i Emåns huvudavrinningsområde.